# (6522) Aci
(6522) Aci ist ein Asteroid des Hauptgürtels, der am 9. Juli 1991 von der US-amerikanischen Astronomin Eleanor Helin am Palomar-Observatorium (IAU-Code 675) entdeckt wurde.
Der Asteroid wurde nach dem südöstlich des Vulkans Ätna gelegenen antiken Fluss Akis benannt, dessen Lage wegen diverser Vulkanausbrüche heute nicht mehr exakt bestimmt werden kann.